# Tia et Tamera Mowry
Tamera Darvette Mowry-Housley et Tia Dashon Mowry (nées le 6 juillet 1978 à Gelnhausen, en Allemagne) sont sœurs jumelles actrices, mannequins, animatrices de télévision, romancières et femmes d'affaires américaines. Elles sont surtout connues pour avoir joué dans la sitcom Sister, Sister (1994-1999) ainsi que dans les téléfilms Des amours de sœurcières (2005) et Des amours de sœurcières 2 (2007). Elles ont également eu leur propre émission de téléréalité, Tia & Tamera, de 2011 à 2013.
Elles sont les sœurs aînées de Tahj Mowry et Tavior Mowry.
Depuis le 10 juillet 2019, Tia joue dans la série comique Bienvenue chez Mamilia diffusée sur Netflix.

## Biographie
Nées à Gelnhausen, en Allemagne, Tia et Tamera sont les filles aînées de Darlene Renee Flowers, agent de sécurité et agent artistique, et de Timothy John Mowry, officier de police et ancien militaire,,. Tamera est née deux minutes avant Tia. Elles ont deux jeunes frères, Tahj Mowry (né le 17 mai 1986), et Tavior Mowry (né le 5 juillet 1993), qui est étudiant à l'université de Californie à Davis.
Leur père est caucasien et a des origines anglaises ; leur mère est afro-bahamienne. Leurs parents se sont rencontrés au lycée, à Miami, et ont tous les deux rejoint l'United States Army. Elles viennent d'une famille « extrêmement religieuse » et ont commencé à pratiquer le christianisme à l'âge de 8 ans.

## Carrière
Tia et Tamera commencent à participer à des concours de talents alors qu'elles vivent au Texas, où leur père travaille alors, à Fort Hood. À l'âge de douze ans, elles déménagent en Californie avec leur famille, afin de se lancer dans la comédie. À compter de 1990, les deux sœurs commencent à tourner dans des publicités. 
En 1994, à l'âge de seize ans, elles décrochent les rôles principaux de la sitcom Sister, Sister — diffusée sur ABC, puis sur The WB. La série s'est terminée en mai 1999. Durant cette période, elles jouent également dans un épisode de la sitcom Le Petit Malin, dont leur frère Tahj Mowry tient le premier rôle, et prêtent leurs voix à la série animée Detention. 
Une fois leur série terminée, Tia et Tamera sont parties étudier la psychologie à l'université Pepperdine de Malibu. En 2005, à l'âge de 27 ans, elles deviennent les stars du téléfilm Des amours de sœurcières, puis en 2007, elles ont joué dans la suite, Des amours de sœurcières 2. 
En 2011, elles créent leur propre émission de téléréalité, Tia & Tamera, diffusée à partir de août 2011 sur Style Network. L'émission suit le quotidien des deux sœurs : Tia se prépare à la naissance de son premier enfant tandis que Tamera prépare son mariage avec son fiancé Adam Housley. Tia & Tamera est diffusée pour la dernière fois en septembre 2013. 
Entre 2006 et 2012, Tia joue le rôle de Melanie Barnett Davis, dans la sitcom The Game. Depuis septembre 2013, elle joue le rôle principal dans la série à succès L'apprentie maman. Quant à Tamera, elle co-anime le talk show The Real avec Adrienne Bailon, Tamar Braxton, Loni Love, et Jeannie Mai depuis 2013.

## Vie privée

### Tamera Mowry-Housley

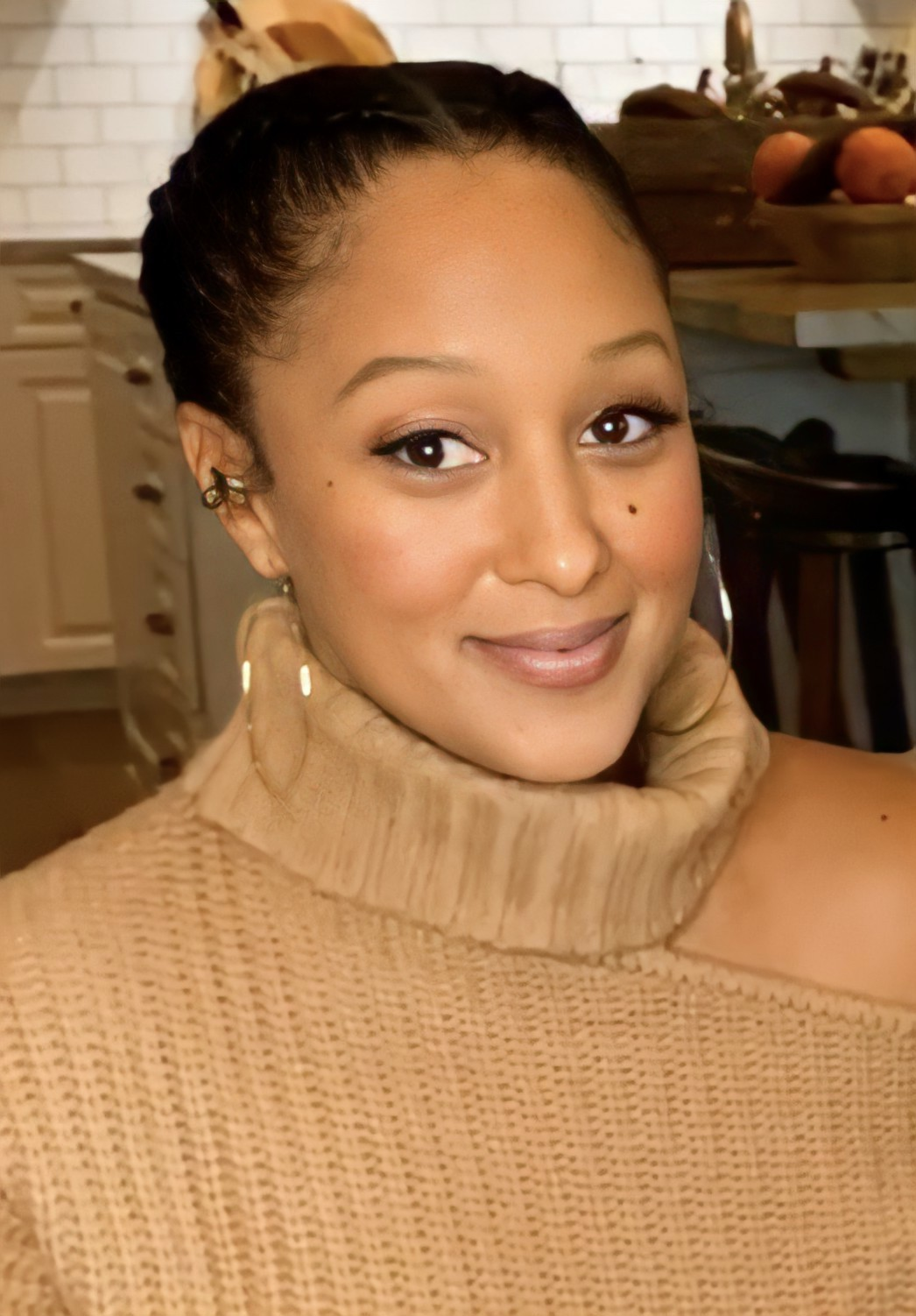
Tamera Mowry-Housley en 2020.

Depuis 2005, Tamera Mowry partage la vie du journaliste sportif et ancien joueur de baseball Adam Housley, de sept ans son aîné. Deux ans plus tard, à l'âge de 29 ans, l'actrice perd sa virginité avec son compagnon mais culpabilise en raison de sa religion ; elle décide donc de ne plus avoir de rapports sexuels jusqu'au mariage. Le couple se fiance le 21 janvier 2011, puis se marie quatre mois plus tard, le 15 mai 2011 dans la Napa Valley, en Californie. Ils ont deux enfants : Aden John Tanner Housley (né le 12 novembre 2012) et Ariah Talea Housley (née le 1er juillet 2015). 

### Tia Mowry
Tia est atteinte d'endométriose,. 
En 2000, à l'âge de 22 ans, Tia Mowry rencontre l'acteur Cory Hardrict sur le tournage du film Hollywood Horror. Au bout de six ans de relation, ils se fiancent le 25 décembre 2006, puis se marient le 20 avril 2008 à Santa Barbara, en Californie. Ils ont deux enfants : Cree Taylor Hardrict (né le 28 juin 2011), et Cairo Tiahna Hardrict (née le 5 mai 2018). Le 4 octobre 2022, Tia Mowry annonce sur ses réseaux sociaux que le couple est séparé, et en procédure de divorce, après vingt-deux ans de vie commune et quatorze ans de mariage. Leur divorce est prononcé en avril 2023.

## Filmographie

### Tamera Mowry
- 1990 : ABC TGIF (série télévisée) : Tamera
- 1992 : Flesh 'n' Blood (série télévisée) - saison 1 - épisode 10 : Penelope
- 1994-1999 : Sister, Sister (série télévisée) - saison 1 à 6 : Tamera Campbell
- 1995 : Fais-moi peur ! (Are You Afraid of the Dark?) (série télévisée) - saison 5 - épisode 4 : Evil Chameleon
- 1995 : The Adventures of Hyperman (série télévisée) - saison 1 - épisodes 4, 5, 8 et 12 : Emma C. Squared
- 1997 : Le Petit Malin (série télévisée) - saison 1 - épisode 3 : Roxanne
- 1999 : Detention (série télévisée) - saison 1 - épisode ? : Orangejella LaBelle
- 2000 : Something to Sing About (TV) de Charlie Jodan : Lily
- 2000 : Seventeen Again (film) de Jeffrey W. Byrd : Cat Donovan
- 2002 : Une nana au poil (film) de Tom Brady : Sissy
- 2005 : Des amours de sœurcières (téléfilm Disney Channel Original Movie) : Camryn Barnes/Apaula
- 2004 : La Vie avant tout (série télévisée) - saison 5 - épisode 17 et 21 : Dr Kayla Thorton
- 2005 : La Vie avant tout (série télévisée) - saison 6 : Dr Kayla Thorton
- 2006 : Les Griffin (série télévisée) - saison 4 - épisode 24 : Book Customer / saison 5 - épisodes 2, 8 et 10 : Esther
- 2007 : Des amours de sœurcières 2 (téléfilm Disney Channel Original Movie) : Camryn Barnes
- 2008 : Hollywood Horror (film) de Bernt Amadeus Capra : Allison
- 2009 : Roommates (série TV) : Hope
- 2010 : Mariage et Quiproquos (TV) de Craig Pryce : Danielle Warren
- 2011-2013 : Tia & Tamera : Elle-même (téléréalité)
- 2012 : Angel next door (film chrétien) de Andrea Gyertson Nasfell
- 2013- : The Real : Elle-même / co-animatrice (talk-show)
- 2014 : Melissa and Joey : Gillian (saison 3, épisode 24)
- 2023 : La Légende du prince de Noël (téléfilm de Paul Ziller)

### Tia Mowry
- 1990 : ABC TGIF (série télévisée) : Tia
- 1991 : Dangerous Women (série télévisée) : Judith Ann Webb
- 1994-1999 : Sister, Sister (série télévisée) - saison 1 à 6 : Tia Landry
- 1995 : Fais-moi peur ! (Are You Afraid of the Dark?) (série télévisée) - saison 5 - épisode 4 : Janice Robinson
- 1995 : The Adventures of Hyperman (série télévisée) - saison 1 - épisode 6 : The Bad Emma (voix)
- 1997 : Le Petit Malin (Smart Guy) (série télévisée) - saison 1 - épisode 3 : Rochelle
- 1999 : Detention (série télévisée) - saison 1 - épisode ? : Lemonjella LaBelle
- 2000 : Seventeen Again (film) de Jeffrey W. Byrd : Sydney Donovan
- 2002 : Une nana au poil (film) de Tom Brady : Venetia
- 2005 : Bratz : Rock Angelz (film) de Douglas Carrigan : Sasha (voix)
- 2005 : Des amours de sœurcières (téléfilm Disney Channel Original Movie) : Alex Fielding/Artemis
- 2005-2006 : Bratz (série télévisée) : Sasha (voix)
- 2005 : Love, Inc. (série télévisée) - saison 1 - épisodes 7 et 10 : Kim
- 2006 : Bratz : Génie et Magie (film) : Sasha (voix)
- 2006 : Bratz: Passion 4 Fashion Diamondz (film) : Sasha (voix)
- 2006 : La Vie avant tout (série télévisée) - saison 6 - épisode 19 : Kayla Thorton
- 2006-2015 : The Game (série télévisée) - saisons 1-2-3-4-5 : Mélanie Barnett
- 2007 : The American Standards (film) de Joe Wehinger : Kate
- 2007 : Des amours de sœurcières 2 (téléfilm Disney Channel Original Movie) : Alex Fielding
- 2008 : Hollywood Horror (film) de Bernt Amadeus Capra : Kendra
- 2010 : Mariage et Quiproquos (TV) de Craig Pryce : Deanna Warren
- 2011-2013 : Tia & Tamera : Elle-même (téléréalité)
- 2012 : Les Princesses des neiges (téléfilm) de Paul Hoen : Holly
- 2013 : Destination Love (Baggage Claim) de David E. Talbert : Janine
- 2013 : Bratz Go to Paris: The Movie (film) : Sasha (voix)
- 2013 - 2015 : L'apprentie maman : Stephanie Phillips (50 épisodes)
- 2015 : Rosewood (série télévisée) - saison 1 - épisode 12 : Cassie
- 2016 : Barbershop 3 de Malcolm D. Lee : Sonya
- 2018 : Indivisible de David G. Evans : Tonya Lewis
- 2019 : Bienvenue chez Mamilia de Meg Deloatch : Coco
- 2019 : Les mystérieux fiancés de Noël (téléfilm) de Paul A. Kaufman : Dodie Brite
- 2020 : Un Noël en Alaska de Peter Sullivan : Jen